# Plućna hipertenzija
Plućna hipertenzija (akronim PH) je patofiziološki poremećaj koji može obuhvatiti više kliničkih stanja i komplikovati većinu kardiovaskularnih i plućnih bolesti. Nastaje zbog porasta pritiska u plućnoj arteriji (od 25 mm Hg), plućnim venama, plućnoj kapilarnoj mreži, ili sveukupno gledano u celoj plućnoj vaskulaturi, što dovodi do nepodnošenja napora, otežanog disanja (dispneje), opšte slabosti, presinkope (ili sinkope) i kliničkih simptoma popuštanja desnoga srca.
Plućna arterijska hipertenzija je brzo progresivna i fatalna bolest sa incidencom od oko 3 slučaja na milion stanovnika, dok je incidenca plućne hipertenzije kao posledice bolesti levog srca prisutna kod čak 60—70% ovih bolesnika. Rani klinički simptomi i znaci su veoma diskretni i nespecifični u obliku dispneje pri naporu, slabosti, presinkope i progresivnog smanjenja tolerancije fizičkog napora dok najveći broj bolesnika ima teži stadijum bolesti sa funkcionalnom klasom Svetske zdravstvene organizacije III ili IV na prvom pregledu. Dijagnostika plućne hipertenziej ima za cilj evaluaciju dve osnovne anatomske komponente: plućna vaskulatura i desna komora srca sa ciljem postavljanja dijagnoze i identifikovanja jedne od pet grupa plućne hipertenzije. Terapija pacijenata sa plućnom arterijskom hipertenzijom se sastoji iz tri dela: opšte mere i suportivna terapija; inicijalna terapija blokatorima kalcijumskih kanala kod vazoreaktivnih odnosno specifičnih lekova za plućnu arterijsku hipertenziju kod nevazoreaktivnih bolesnika bilo pojedinačno ili u kombinacijama itransplantacija pluća. Sve bolesnike sa plućnom arterijskom hipertenzijom je potrebno zbrinuti u ekspertskim centrima za dijagnostiku i lečenje plućne hipertenzije.

## Definicije
Plućna hipertenzija
Plućna hipertenzija (PH) — je hemodinamsko i patofiziološko stanje koje se definiše — kao povećanje srednjeg plućnog arterijskog pritiska (PAPm) ≥ 25 mmHg u miru, procenjeno kateterizacijom desnog srca (RHC). Plućna hipertenzija se može naći u brojnim kliničkim stanjima.
Plućni arterijski pritisak (PAPm)
Dostupni podaci pokazali su da je normalna vrednost PAPm u miru 14 ± 3 mmHg sa gornjom granicom od 20 mmHg. Klinička značajnost vrednosti PAPm između 21 i 24 mmHg je još uvek predmet tumačenja. Pacijente sa plućnim arterijskim pritiskom u ovom opsegu treba pažljivo pratiti jer su pod rizikom za razvoj PAH, npr.pacijenti sa bolešću vezivnog tkiva (CTD) ili članovi porodice pacijenta sa naslednom PAH (HPAH)].
Plućna hipertenzija izazvana naporom
U nedostatku pouzdanih podataka koji definišu koji nivo naporom indukovanih promena vrednosti PAPm ili PVR ima prognostički uticaj, entitet bolesti PH izazvana naporom ne može biti definisan i ne treba ga koristiti.
Nedavna retrospektivna studija predložila je definiciju plućne hipertenzije izazvane naporom u kombinaciji sa povećanjem srednjeg plućnog arterijskog pritiska (PAPm) i ukupnim PVR, ali još uvek nema objavljenih rezultata prospektivne studije.
Plućna arterijska hipertenzija (PAH)
Termin PAH opisuje kliničko stanje kod pacijenata sa PH koji se hemodinamski karakterišu prisustvom prekapilarne PH, i plućnog vaskularnog otpora > 3 Wood jedinice (WU) u odsustvu drugih uzroka prekapilarne PH kao što je plućna hipertenzija uzrokovana bolestima pluća, hronična tromboembolijska PH ili druge retke bolesti. PAH obuhvata različite forme koje imaju sličnu kliničku sliku i naizgled identične patološke promene u plućnoj mikrocirkulaciji kao što je PH uzrokovana bolestima pluća, CTEPH ili drugim retkim bolestima.
Prema različitim kombinacijma PAP, PAWR, minutnog volumena (MV) gradijenta dijastolnog pritiska i PVR, procenjenih u stabilnim kliničkim stanjima, različite definicije PH pokazane se u donjim tabelama zajedno sa odgovarajućom kliničkom klasifikacijom.

## Istorija
U 1865. godini, nemački lekar Julius Klob među prvima je objavio obdukcijski nalaz bolesnika sa progresivnim otokom, otežanim disanjem i cijanozom, koji je umro u 59 godini života. Kao uzrok smrtnog ishoda, Klob je naveo bolesti srca uzrokovanu aterosklerotskim suženjem malih grana plućne arterije.
U 1891. godini, poznati nemački lekar Ernst von Romberg opisao je sličnu kliničku sliku kod muškarca starog 24 godine. Na obdukciji pacijenta osim skleroze plućnih krvnih sudova pronađena je i hipertrofije desne komore srca.
U 1897. godini, Viktor Eisenmenger opisao je bolest kod pacijent starog 32 godine, koji je od detinjstva ima simptome otežanog disanja i cijanoza. U kasnijem periof života, kod bolesnika se razvila akutna srčana insuficijencija i masovno krvarenje u plućima, što je na kraju dovelo do njegove smrti. Na autopsiji pokojnika, otkriven je veliki ventrikulosptalni defekt i disekcija aorte.
U 1901. godini, profesor Medicinskog fakulteta u Buenos Airesu, Argentina, Abel Ayerza prvi je održao predavanje studentima o sindromu koji je uključivao simptome kao što su hronične cijanoza, dispneja i policitemija, povezan sa plućnom arterijskom sklerozom. Nekoliko godina kasnije, jedan od njegovih učenika F. Arilaž dao je ime ovom sindrom ime svog profesora — Ayerza sindrom. Ovaj sindrom je potom identifikovan kao primarna plućna hipertenzija, koja je nešto kasnije klasifikovani kao idiopatska i porodična plućna hipertenzija.
U 1983. godini, američki lekari S. Rich i C. Lam prvi put su izveli balon pretkomorsku septostomiju (skraćeno BAS) kod pacijenata sa plućnom hipertenzijom, jer lečenje lekovima nije bilo efikasno.

## Epidemiologija
Prema podacima iz literature o incidenci plućne hipertenzije, na globalnom nivou, jako su siromašni. Tako na primer:
- U Velikoj Britaniji je prevalenca 97 slučaja prema milion sa žensko : muškim odnosom 1 : 8.
- Smrtnost od plućne hipertenzije u Sjedinjenim Američkim Državama prema starosti iznosi 4,5 i 12,3 na 100.000 stanovnika.
- Komparativni epidemiološki podaci o prevalenci u različitim grupama plućne hipertenzije nisu dostupni, ali je sigurno da je slabost levog srca (grupa 2’’. Plućna hipertenzija zbog bolesti levog srca, iz klalsifikacije) najčešći uzrok plućne hipertenzije, iako značajna plućna hipertenzija ovde nije uobičajena.
- Globalno, plućna arterijska hipertenzija (skraćeno PAH) udružena sa šistozomijazom i plućna hipertenzija povezana sa izloženošću velikim visinama značajna su briga čovečanstva.

Najniža prevalenca plućne arterijske hipertenzije (skraćeno PAH) i idiopatske plućne arterijske hipertenzije (skraćeno IPAH) je 15 slučajeva na 5.9 miliom odrasle populacije. Najniža incidenca PAH je 2.4 slučaja na milion odraslih godišnje. U Evropi, prevalenca i incidenca PAH su u opsegu 15-60 na milion populacije i 5-10 slučajeva na milion godišnje. U registrima, oko polovina PAH pacijenata ima idiopatsku, naslednu ili lekovima uzrokovanu PAH. U podgrupi stanja udruženih sa udruženom plućnom arterijskom hipertenzijom (APAH), vodeći uzrok je bolest vezivnog tkiva (skraćeno CTD), uglavnom sistemska skleroza (skraćeno SSc).

### Patoanatomska klasifikacija
Danas se, na osnovu brojnih saznanja o plućnoj hipertenziji, za ovu bolest govori kao o vrlo heterogenom entitetu koji se može podeliti u pet kategorija:
1 — plućna arterijska hipertenzija,
2 — plućna hipertenzija zbog bolesti levoga srca (ili plućna venska hipertenzija),
3 — plućna hipertenzija uzrokovana plućnim bolestima i/ili hipoksijom,
4 — hronična tromboembolijska plućna hipertenzija
5 — druge opstrukcije plućne arterije i plućna hipertenzija sa nejasnim i/ili multifaktorijalnim mehanizmima.

### Klinička klasifikacija plućne hipertenzije
Klinička klasifikacija plućne hipertenzije namenjena je da grupiše različita klinička stanja u pet grupa prema sličnosti kliničke prezentacije, patološkim nalazima, hemodinamskim karakteristikama i strategiji lečenja. Ona je podložna ažuriranju kada budu dostupni novi podaci ili kada se razmotre novi klinički entiteti.
 Sveobuhvatna klinička klasifikacija plućne hipertenzije (ažurirano prema Simonneau i sar).
| 1. Plućna arterijska hipertenzija (PAH) |
| 1.1. Idiopatska. 1.2. Nasledna 1.2.1. BMPR2 (engl. - bone morphogenetic protein receptor tip 2) 1.2.3. ALK-1 (engl. - acitivin receptor like kinase 1 gene), ENG, SMAD9, CAV1, KCNK3 1.2.3. Nepoznata 1. 3. Lekovima ili toksinima indukovana plućna hipertenzija 1. 4. Plućna hipertenzija udružena sa 1. 4. 1. Bolestima vezivnih tkiva 1. 4. 2. HIV infekcijom 1. 4. 3. Portalnom hipertenzijom 1. 4. 4. Urošenom srčanom manom 1. 4. 5. Šistosomijazom 1. 4. 6. Hroničnom hemolitičnom anemijom 1. 5. Perzistetna plućna hipertenzija novorođenčadi                |
| 1’. Plućna venookluzivna bolest i/ili plućna kapilarna hemangiomatoza |
| I΄.1. Idiopatska I΄.2. Nasledna I΄.2.1. EIF2AK4 mutacija I΄.2.2. Druge mutacije I΄.3 Uzrokovana lekovima, toksinima i zračenjem I΄.4. Udružena sa I΄.4.1. Bolestima vezivnog tkiva I΄.4.2. HIV infekcijom |
| 2’’. Plućna hipertenzija zbog bolesti levog srca |
| 2.1. Sistolna disfunkcija leve komore 2.2. Dijastolna disfunkcija leve komore 2.3. Valvularne bolesti 2.4. Kongenitalne/stečene opstrukcije izlaznog/ulaznog trakta leve komore i kongenitalne kardiomiopatije 2.5. Kongenitalne/stečene stenoze plućnih vena |
| 3. Plućna hipertenzija uzrokovana plućnim bolestima i/ili hipoksijom |
| 3.1. Hronična opstruktivna bolest pluća 3.2. Intersticijalne bolesti pluća 3.3. Druge plućne bolesti sa mešovitim restriktivnim i opstruktivnim poremećajima 3.4. Poremećaji disanja povezani sa spavanjem 3.5. Alveolarna hipoventilacija 3.6. Hronična izloženost velikim visinama 3.7. Razvojna plućna bolest (Web tabela III) |
| 4. Hronična tromboembolijska plućna hipertenzija i druge opstrukcije plućne arterije |
| 4.1. Hronična tromboembolijska plućna hipertenzija 4.2. Druge opstrukcije plućne arterije 4.2.1. Angiosarkom 4.2.2. Drugi intravaskularni tumori 4.2.3. Arteritis 4.2.4. Kongenitalne stenoze plućne arterije 4.2.5. Paraziti (hidatidoza) |
| 5. Plućna hipertenzija sa nejasnim i/ili multifaktorijalnim mehanizmima |
| 5.1. Hematološki poremećaji 5.1.1. Hronična hemolitička anemija 5.1.2. Mijeloproliferativne bolesti 5.1.3. Splenektomija 5.2. Sistemske bolesti 5.2.1. Sarkoidoza 5.2.2. Plućna histiocitoza 5.2.3. Limfangioleiomiomatoza 5.2.3. Neurofibromatoza 5.3 Metabolički poremećaji 5.3.1. Bolest deponovanja glikogena, 5.3.2. Gaucher-ova bolest 5.3.2. Tireoidni poremećaji 5.4. Ostalo 5.4.1. Plućna tumorska trombotična mikroangiopatija, 5.4.2. Fibrozirajući medijastinitis, 5.4.3. Hronična bubrežna slabost (sa/bez dijalize) 5.4.4. Segmentna plućna hipertenzija |
| BMPR2 = morfogenetski proteinski receptor za kost tip 2; EIF2AK4 = eukariotski faktor inicijacije translacije 2 alfa kinaze 4; HIV=humani virus imunodeficijencije. |

## Etiopatogeneza
Bez obzira na inicijalni uzrok, patogeneza plućna arterijska hipertenzija uključuje vazokonstrikciju i zadebljanje i remodelaciju srednje velikih plućnih arterija i arteriola. Taj fenomen označava opterećenje pritiskom desne komore srca, koja inicijalno i koncentrično hipertrofira.
Promene u smislu remodelacije plućne arterijske cirkulacije na kraju tog procesa vode prema fibrozi i obliteraciji krvnih sudova, što dodatno uslovljava još izraženiji porast pritiska u plućnoj cirkulaciji i opterećenje desne komore, sa posledičnim razvojem hroničnoga plućnog srca.
Kako je količina krvi koja dolazi u levo srce manja i slabije oksigenirana, levu komoru je teže zadovoljiti perfuzijskim potrebama perifernih organa i tkiva za kisikom, što je vrlo izraženo tokom fizička aktivnosti.
Patogeneza plućne venske hipertenzije (plućne hipertenzije zbog bolesti levoga srca) sasvim je drugačija. U njoj nema opstrukcije u plućnim krvnim sudovima, već dolazi do porasta pritiska u plućnoj cirkulaciji zbog zaostajanja krvi u plućnim venama (prepunjenosti venskoga bazena) kao posledici kompromitovane sistolne i/ili dijastolnefunkcije levoga srca, što rezultuje razvojem plućnog edema i moguće pleuralnih izliva (obično desnostranih).

U grupi plućnih hipertenzija koje su posledica bolesti pluća i/ili hipoksije, niske koncentracije kiseonika uzrokuju vazokonstrikciju arterijske komponente plućne cirkulacije sa sekundarnom remodelacijom krvnih sudova, vrlo slično kao i kod plućne arterijske hipertenzije.
Plućna hipertenzija koja nastaje kao posledica hroničnoga plućnog tromboembolizma lako je razumljiva, jer je rekurzija embolijskih incidenata sa opstrukcijom u plućnoj arterijskoj cirkulaciji i sekundarnim porastom pritiska u istoj.
Perzistentna plućna hipertenzija novorođenčeta (akronim PPHN) definiše se kao poremećaj u normalnom cirkulacijskom prelazu, koji nastaje nakon rođenja. To je sindrom koji se karakteriše izraženom plućnom hipertenzijom koja izaziva hipoksemiju i sekundarnu promenu u krvi sa desna na levo zbog formiranja ovalnog otvora i arterijskog duktusa.
Posebnu grupu čine plućne hipertenzije nejasna ili/i višefaktorskim mehanizmima izazvane za koje postoje pretpostavljeni patofiziološki modeli koji zahtevaju multimodalni pristup za razumevanje.
Ažurirani nivoi rizika lekova i toksina koji indukuju plućnu arterijsku hipertenziju
| Definitivni | Verovatni                                              | Mogući |
| --- | ------------------------------------------------------ | --- |
| - Aminorex - Fenilfluramin - Dexfenilfluramin - Toksična uljana repica - Benfluorex - Selektivni inhibitor preuzimanja serotonina. | - Amfetamini - Dasatinib - L-triptofan - Metamfetamini | - Kokain - Fenilpropanolamin - Kantarion - Lekovi slični amfetaminu - Interferon α i β - Neki hemioterapeutski agensi kao što su alkilirajući agensi (mitomicin C, ciklofosfamid). |

## Klinička slika
Simptomi bolesti razvijaju se postupno, bolesnici neretko odlaze lekaru sa tegobama nekoliko godina nakon što je patofiziološki proces koji dovodi do porasta pritiska u plućnoj cirkulaciji započeo. Tipični simptomi na koje treba obratiti pažnju nakon njihove pojave su:
- zadihanost,
- nepodnošenje napora,
- slabost uz sumaglicu ili sklonost sinkopama,
- neproduktivni kašalj,
- anginozne tegobe,
- periferne edem,
- ređe hemoptizija,
- batičasti prsti (u stanju uznapredovale bolesti)
- centralna cijanoza.[23][24]

U kliničkoj slici, plućne venske hipertenzije (plućna hipertenzija zbog bolesti levoga srca) dominira: pogoršanje respiratorne funkcije u ležećem položaju, ortopneja i paroksizmalna noćna dispneja, dok plućna arterijska hipertenzija obično nema takve simptome.

### Funkcionalne klase bolesnika sa PH
U zavisnosti od toga u kojoj meri pomenuti simptomi dovode do ograničavanja fzičke aktivnosti, bolesnici se mogu podeliti u četiri funkcionalne klase (WHO FC).
Procena funkcionalnog stanja bolesnika sa plućnom hipertenzijom prema klasifikaciji Svetske zdravstvene organizacije (WHO).
| Funkcionalna klasa | Simptomi |
| ------------------ | --- |
| I                  | Bolesnici sa plućnom hipertenzijom bez ograničenja svakodnevne fizičke aktivnosti. Svakodnevna fizička aktivnost ne uzrokuje dispneju ili slabost, bol u grudima ili krizu svesti.                                                                                    |
| II                 | Bolesnici sa plućnom hipertenzijom koji imaju blago ograničenje svakodnevne fizičke aktivnosti: u mirovanju nemaju tegobe, dok tokom izvođenja svakodnevne fizičke aktivnosti imaju dispneju ili slabost, bol u grudima ili krizu svesti                              |
| III                | Bolesnici sa plućnom hipertenzijom koji imaju značajno ograničenje svakodnevne fizičke aktivnosti: u mirovanju nemaju tegobe, ali pri minimalnoj fizičkoj aktivnosti imaju dispneju ili slabost, bol u grudima ili krizu svesti.                                      |
| IV                 | Bolesnici sa plućnom hipertenzijom koji nisu u stanju izvesti bilo kakvu fizičku aktivnost bez tegoba. Kod ovih bolesnika prisutni su znaci slabosti desnog srca. Dispneja i/ili slabost mogu biti prisutni i u miru, a tegobe se pojačavaju pri fizičkoj aktivnosti. |

Funkcionalna klasa bolesnika sa plućnom hipertenzijom, direktno je proporcionalna stopi preživljavanja tako da pacijenti u WHO FC IV imaju stopu preživljavanja < 40% na trogodišnjem nivou.

## Dijagnoza
Dijagnostika plućne hipertenzije ima za cilj evaluaciju dve osnovne anatomske komponente: plućna vaskulatura i desna komora srca sa ciljem postavljanja dijagnoze i identifikovanja jedne od pet grupa plućne hipertenzije.
Postavljanje dijagnoze PH proističe tek nakon kliničke sumnje zasnovane na simptomima i fizikalnog nalaza, kao i sprovođenju niza dijagnostičkih procedura (laboratorijskih radioloških i drugih) u cilju potvrđivanja hemodinamskih kriterijuma i opisivanja etiologije kao i funkcionalne i hemodinamske ozbiljnosti stanja, i ima za cilj evaluaciju dve osnovne anatomske komponente: plućne vaskulature i desne komore srca sa ciljem ne samo postavljanja dijagnoze već i identifikovanja jedne od pet grupa plućne hipertenzije.
Interpretacija sprovedenog ispitivanja zahteva eksperte iz oblasti kardiologije, imidžinga (radiologije) i pulmologije i daće najbolje rezultate ako o tome prodiskutuje multidisciplinarni tim. Ovo je posebno važno za identifikovanje pacijenata koji imaju više od jednog uzroka plućne hipertenzije, tako da glavni uzrok plućne hipertenzije treba da bude utvrđen prema kliničkoj klasifikaciji datoj u gornjoj tabeli.

### Anamneza
Uzimanje detaljne porodične anamneze može biti korisno kod određenih oblika plućne arterijske hipertenzije koja ima naslednu osnovu (porodična plućna arterijska hipertenzija). Anamnestički podaci o uzimanju kokaina, metamfetamina, alkohola, uz sekundarnu cirozu jetre i pušenje duvana sa razvojem hronične opstruktivne bolesti pluća može biti važno u ranom otkrivanju bolesti plućne cirkulacije.

### Fizikalni pregled
Fizikalnim pregledom mogu biti nađeni tipični (iako ne strogo specifični) znaci plućne hipertenzije ito:
- Inspekcijom — mogu se uočiti distendirane vene vrata, periferni edemi, batićasti prsti.
- Palpacijom trbuha — jetra je sa pozitivan hepatojugularni refleksom i pojavom ascites
- Palpacijom grudnog koša — može se osetititi detektirano parasternalno strujanje kao posledica trikuspidalne regurgitacije.
- Auskultacijom — se čuje naglašena plućna komponenta drugog srčanoga tona (S2) koji je usko pocepan akod uznapredovale teške plućne hipertenzije i čest nalaz holosistoličkoga šuma trikuspidalne regurgitacije.

### Laboratorijski testovi
Laboratorijski nalazi krvne slike, biohemije kao i imunološke analize, sastavni su deo kako etiološke obrade pacijenata sa sumnjom na plućnu hipertenziju tako i dijagnostičkih procedura za utvrđivanja oštećenja drugih organa.
U rutinske nalaze spadaju i vrednosti hormona štitne žlijezde i vrednosti transaminaza posebno nakon uvođenja terapije blokatorima endotelinskih receptora.
Serološka testiranja su potrebna radi utvrđivanja moguće bolesti vezivnog tkiva, hepatitisa i virusa humane imunodeficijencije (HIV) u čijoj osnovi je plućna hipertenzija.
I do 40% bolesnika sa primarnom (idiopatskom) plućnom arterijskom hipertenzijom imaju povišena antinuklearna antititela, ali u niskom titru (1 : 80).

### Imidžing i drugi testovi
Ultrasonografija srca
Ultrasonografija srca je najjednostavnija dijagnostička metoda (screening) za potvrdu, odnosno isključivanje plućne hipertenzije, sa detaljnim osvrtom na morfologiju desnoga srca (povećanje desne pretkomore i komore, hipertrofiju desnoge komore, aberantno kretanje kontrakcije međukomorskog septuma kao posledica opterećenja desnoge komore pritiskom, doplerski verifikovana trikuspidalna regurgitacija).
Transtoraksna ehokardiografja
Transtoraksna ehokardiografja (TTE) je široko rasprostranjena neinvazivna kardiološka dijagnostička metoda koja kod pacijenata sa plućnom arterijskom hipertenzijom ima veliki značaj zbog mogućnosti postavljanja dijagnoze kao i praćenja ovih bolesnikaa. TTE omogućava dobijanje čitavog niza informacija: procenu sistolnog, srednjeg i dijastolnog pritiska u plućnoj arteriji, analizu morfologije i funkcije desne komore kao i utvrđivanje ehokardiografskih prediktora kliničkog ishoda bolesnika sa plućnom arterijskom hipertenzijom.
EKG
Elektrokardiografski se može postaviti sumnja na plućnu hipertenziju, na osnovu znakova dilatacije desne pretkomore i hipertrofije desne komore.
Radiografija srca i pluća
Radiografskim prikazom srca i pluća nalazi se uvećana senka desnoga srca sa proširenjem plućne arterije i brisanjem perifernoga vaskularnog crteža.
Kompjuterizovana tomografja visoke rezolucije pruža važne informacije o mogućim promenama u plućnom parenhimu, isključenje dijagnoze emfzema, bronhitisa i intersticijalne bolesti pluća kao i infarkta, vaskularnih i perikardnih malformacija. Može biti od velike pomoći pri postavljanju dijagnoze veno-okluzivne bolesti pluća sa tipičnim promenama na plućima po tipu izgleda mliječnog stakla, intersticijalnog edema i obostranog zadebljanja interlobularnih septi.
Funkcionalni testovi
Mnogi testvi (perfuzijska i ventilacijska scintigrafija pluća, MSCT-angiografija, konvencionalna plućna angiografija, testovi plućne funkcije) mogu biti od velike koristi u određivanju prirode plućne hipertenzije, što je jako važno zbog specifičnog načina lečenja.
U visokospecijaliziranim centrima ključni testovi za visoku verojatnoću dijagnoze plućne hipertenzije su: kateterizacija desnoga srca i plućne arterije s invazivnim merenjem pritiska u plućnoj cirkulaciji, uz primenu vazodilatacionog testa ili testa reverzibilnosti (korištenjem azot monoksida, prostaciklina ili, znatno ređe, adenozina).

## Terapija
Lečenje je određeno tipom plućne hipertenzije, npr. lečenje plućne venske hipertenzije usmereno je ka oporavku funkcije leve komore primenom diuretika, β-blokatora, ACE-inhibitora, antagonista AT-1 receptora; odnosno prema indikaciji, zavisno od uzroka, kardiokirurškoj korekciji valvularnih anomalija levoga srca. dok se npr. terapija pacijenata sa plućnom arterijskom hipertenzijom sastoji iz tri dela: opštih mera i suportivne terapije; inicijalne terapije blokatorima kalcijumskih kanala kod vazoreaktivnih odnosno specifičnih lekova za plućnu arterijsku hipertenziju kod nevazoreaktivnih bolesnika bilo pojedinačno ili u kombinacijama i transplantacijom pluća.

### Medikamentozna terapija
Lečenje plućne arterijske hipertenzije danas sa po pravilu zasniva, na korišćenju selektivnih plućnih vazodilatora čije je mesto delovanja dominantno plućna cirkulacija (inhibitori 5-fosfodiesteraze: sildenafil, tadalafil; prostaglandini s predstavnicima: epoprostenolom, treprostinilom, iloprostom, beraprostom zatim antagonisti receptora endotelina: bosentan, ambrisentan, sitaksentan) sa u većoj meri izbegavanjem nuspojava indukcije sistemske hipotenzije, što čine neselektivni plućni vazodilatatori.
Od neselektivnih plućnih vazodilatatora ipak je bitno spomenuti dihidropiridinske kalcijumove antagoniste koji su prva linija medikamentnog lečenja kod bolesnika koji nakon kateterizacije desnoga srca imaju pozitivan test reverzibilnosti (odnosno vazodilatacijski test).
Oksigenoterapija zauzima vrlo važno mesto u lečenju bolesnika s plućnom hipertenzijom koja značajno utiče na poboljšanje kvaliteta života bolesnika sa bilo kojim oblikom plućne hipertenzije.
Primena kardioaktivnih glikozida digitalisa koji je posljednjih 10-ak godina postao dosta osporavan lek za lečenje u bolestima srca, sa vrlo uskom terapijskom širinom, takođe ima svoju ulogu u lečenju bolesnika sa plućnom hipertenzijom ako imaju poremećaj srčanoga ritma u obliku permanentne fibrilacije pretkomora.
Kod određenih oblika plućne hipertenzije (idopatske, hronični tromboembolizam) važnu ulogu ima pravovremeno ordinirana i titrirana antikoagulantna terapija.

### Hirurška terapija
Uspeh lečenje plućne hipertenzije u mnogome zavisno je od uzroka i prema indikaciji ne mora biti samo konzervativno, ono može uključivati sledeće hirurške postupke:
Pretkomorska septotomija
Ovo je zahvat, kojim se nastoji smanjiti pritisak u desnoj strani srca, i njegov puni naziv je balon atrijalna septostomija (BAS).Ova palijativna
metoda lečenja plućne hipertenzije podrazumijeva kreiranje nteratrijalnog desno-levog šanta sa ciljem dekompresije desnog srca i poboljšanja punjenja levog
srca i poboljšanja udarnog volumena.
Publikovani podacipokazuju benefit ove terapije kod bolesnika razvrstanih u WHO FC IV klasu sa znacima slabosti desnog srca koji su refrakterni na optimalnu medikamentoznu terapiju i imaju izražene sinkope. Takođe se može primeniti i kod bolesnika koji su na listi čekanja za transplantaciju pluća bez značajnog kliničkog poboljšanja nakon primene maksimalno kombinovane medikamentozne terapije.
Plućna trombendarterektomije
Ova metoda se primenjuje kod PH izazvane hroničnim plućnim tromboembolizmom,
Transplantacija pluća ili blok-transplantacija srca i pluća
Transplantacija je krajnja terapija bolesnika sa plućnom hipertenzijom kojii pored maksimalne kombinovane medikamentozne i suportivne terapije ostaju u WHO FC III ili IV kriterijumima (videti gornju tabelu). Kasno upućivanje na transplantaciju u kombinaciji sa dugim listama čekanja zbog objektivnog nedostatka donora organa povećava smrtnost bolesnika na listi čekanja i uzrokuje kliničko pogoršanje u trenutku transplantacije.
Najnoviji podaci pokazuju da je petogodišnje preživljavanje bolesnika sa plućnom hipertenzijom nakon transplantacije 52—75%, a desetogodišnje oko 45—66%.
Kod pacijenata sa plućnom hipertenzijom izvodi se i transplantacija srce-pluća, kao i transplantacija oba plućna krila, iako nije poznata granica ireverzibilnog poremećaja sistolne funkcije desne komore i/ili dijastolne funkcije leve komore. Trenutno prema pokazateljima registara Međunarodnog udruženja za transplantaciju srca i pluća, najveći broj pacijenata širom sveta dobija oba plućna krila.

## Prognoza
Prognoza kod bolesnika sa plućnom hipertenzijom uslovljena je tipom plućne hipertenzije i fazom u kojoj je bolest otkrivena.
- Kod bolesnika sa plućnom arterijskom hipertenzijom, posebno onih sa primarnom plućnom hipertenzijom, prognoza bez terapije je loša i većina bolesnika umire unutar pet godina, ako se ne leči.
- Bolesnici s plućnom hipertenzijom kao posledicom hroničnoga tromboembolizma, a koji su pogodni za zahvat trombendarterektomije, imaju vrlo dobru prognozu.

Bez obzira na sve navedeno, samo pravovremena dijagnostička obrada bolesnika može biti od presudnoga značenja za prognozu bolesti i, još važnije, kvalitet i dužinu trajanja života bolesnika sa plućnom hipertenzijom

## Napomene
1. ↑   Povećan rizik perzistentne plućne hipertenzije kod novorođenčadi čije su majke uzimale selektivne inhibitore preuzimanja serotonina.
2. ↑   Alkilirajući agensi su moguć uzrok plućne venookluzivne bolesti.

## Literatura
- McLaughlin, V. V.;  . (2009-04-28). „ACCF/AHA 2009 expert consensus document on pulmonary hypertension: A report of the American College of Cardiology Foundation Task Force on Expert Consensus Documents and the American Heart Association: Developed in collaboration with the American College of Chest Physicians, American Thoracic Society, Inc., and the Pulmonary Hypertension Association”. Circulation. 119 (16): 2250—94. PMID 19332472. doi:10.1161/CIRCULATIONAHA.109.192230.
- Shapiro, S. M.; Oudiz, R. J.; Cao, T; Romano, M. A.; Beckmann XJ; Georgiou D;  . (август 1997). „Primary pulmonary hypertension: improved long-term effects and survival with continuous intravenous epoprostenol infusion”. Journal of the American College of Cardiology. 30 (2): 343—9. PMID 9247503. S2CID 23266042. doi:10.1016/S0735-1097(97)00187-3..
- Oudiz, R. J.; Schilz, R. J.; Barst, R. J.; Galié, N.; Rich, S.; Rubin, L. J.; Simonneau, G.; Treprostinil Study Group (август 2004). „Treprostinil, a prostacyclin analogue, in pulmonary arterial hypertension associated with connective tissue disease”. Chest. 126 (2): 420—7. PMID 15302727. doi:10.1378/chest.126.2.420..
- Simonneau G, Barst RJ, Galie N, Naeije R, Rich S, Bourge RC;  . (2002-03-15). „Continuous subcutaneous infusion of treprostinil, a prostacyclin analogue, in patients with pulmonary arterial hypertension: a double-blind, randomized, placebo-controlled trial”. American Journal of Respiratory and Critical Care Medicine. 165 (6): 800—4. PMID 11897647. doi:10.1164/ajrccm.165.6.2106079..

## Spoljašnje veze
- 2015/2016 ESC/ESR Preporuke za dijagnozu i lečenje plućne hipertenzije — European Society of Cardiology & European Respiratory Society (језик: хрватски)

|  | Molimo Vas, obratite pažnju na važno upozorenje u vezi sa temama iz oblasti medicine (zdravlja). |